# FIRA Women's European Championship 2003
El FIRA Women's European Championship  (Campeonato Europeo Femenino) de 2003 fue la octava edición del torneo femenino de rugby.

## Equipos participantes
- Selección femenina de rugby de España
- Selección femenina de rugby de Francia
- Selección femenina de rugby de Italia
- Selección femenina de rugby de Suecia

## Resultados

### Semifinales
| 1 de mayo | España | 29 - 5 | Italia |  |  |

| 1 de mayo | Suecia | 0 - 9 | Francia |  |  |

### Tercer puesto
| 3 de mayo | Suecia | 15 - 10 | Italia |  |  |

### Final
| 3 de mayo | España | 16 - 10 | Francia |  |  |

| Bandera de España |
| Campeón España    |
| Segundo título    |